# هرمان كولر
هرمان كولر (بالألمانية: Hermann Köhler)‏ هو منافس ألعاب قوى ألماني، ولد في 12 يناير 1950 في مرسبورغ في ألمانيا.

## وصلات خارجية
- هرمان كولر على موقع أوليمبيديا (الإنجليزية)